# Antisémitisme secondaire
Le concept d'antisémitisme secondaire désigne une variante d'antisémitisme reposant sur la culpabilité qu'inspire la Shoah, au sens où les victimes de la Shoah se voient reprocher les conséquences de la Shoah. Cet antisémitisme se manifeste, entre autres, par la négation et la banalisation de la Shoah (en).

## Définitions
D'après l'Organisation des Nations unies pour l'éducation, la science et la culture (UNESCO), les variantes de l'antisémitisme secondaire reposent toutes sur des allusions à la Shoah pour exprimer indirectement des sentiments antisémites. L'antisémitisme secondaire est dérivé des sentiments de culpabilité qu'inspire la Shoah et ce sont les Juifs qui sont blâmés pour ce sentiment.
Selon Bruno Quélennec, les différentes manifestations de l'antisémitisme secondaire se traduisent par l'« incapacité à reconnaître toute forme de responsabilité collective pour la Shoah, par la négation ou la relativisation de l’extermination, par un rejet de sa commémoration, et par une tendance à renverser les rôles de bourreaux et de victimes ». L'antisémitisme secondaire ou antisémitisme du rejet de la culpabilité est souvent résumée dans une « formule attribuée au psychanalyste israélien Zvi Rix » : « les Allemands ne pardonneront jamais Auschwitz aux Juifs », la culpabilité collective allemande inspirant « une nouvelle raison de haïr les Juifs ».

## Histoire
D'après l'UNESCO citant l'Agence des droits fondamentaux de l'Union européenne, après la Seconde Guerre mondiale, les sociétés proscrivent les expressions publiques de l'antisémitisme. L'antisémitisme secondaire puise dans le répertoire de stéréotypes plus anciens mais établit une corrélation avec la Shoah, en exprimant des idées de négationnisme et/ou de banalisation.
D'après Bruno Quélennec, la notion d'antisémitisme secondaire est formulée en 1961 pour la première fois par Peter Schönbach (de) tandis que l'idée d'antisémitisme par rejet de la culpabilité apparaît chez Theodor W. Adorno, dans une logique socio-psychologique.
Lors d'une conférence donnée en 1959, Adorno critique un sophisme courant en Allemagne après la Seconde Guerre mondiale : le public tend à associer et établir une causalité entre les Juifs et la Shoah. Selon Adorno, en Allemagne, une opinion répandue voulait que les Juifs soient coupables des crimes commis à leur encontre. Cette opinion peut conduire à estimer que les Juifs exploitaient (et exploitent encore) la culpabilité des Allemands envers la Shoah. Adorno a constaté chez certains Allemands un rejet de la culpabilité collective des crimes du Troisième Reich ; si ces mécanismes de défense ne sont pas antisémites en soi, ils peuvent donner lieu à une réinterprétation des faits, laquelle peut se décliner dans des attitudes antisémites. Ces tentatives de s'exonérer des crimes nazis puisent dans le répertoire d'allégations antisémites traditionnelles.
Le concept d'antisémitisme secondaire fait l'objet d'une nouvelle réflexion dans les années 1980 à travers Werner Bergmann et Rainer Erb qui, au lieu d'un angle psychique, adoptent celui d'une dichotomie entre sphère publique et sphère privée. Cette analyse se fonde sur une approche socio-politique : la mémoire familiale évolue en parallèle de la mémoire collective.
Toutefois, il existe une autre thèse sur l'origine de la recrudescence des violences antisémites en Europe de l'Est après la Seconde Guerre mondiale. En 1946, l'écrivain slovaque František Koch soutient que les agressions antisémites auxquelles il a assisté à Bratislava n'étaient « pas de l'antisémitisme, mais un sentiment encore pire : l'angoisse d'un voleur à la perspective qu'il pourrait être forcé de restituer les biens volés aux Juifs », opinion reprise par l'universitaire Robert Pynsent (cs). En effet, selon les estimations, seuls 15 % des biens appartenant à des Juifs ont été restitués après-guerre et, en Europe de l'Est, cette proportion est « négligeable ». En 2005, les biens non restitués sont estimés à plus de 100 millions de dollars.